# Cyclops juri
Cyclops juri is een eenoogkreeftjessoort uit de familie van de Cyclopidae. De wetenschappelijke naam van de soort is voor het eerst geldig gepubliceerd in 1990 door Parveen, Mahoon & Saleem.